# Olimpia
Olimpia (en griego clásico: Ὀλυμπία; en griego moderno: Ολυμπία [Olympía]; en latín: Olympia) es un sitio arqueológico situado en la unidad periférica de Élide, en Grecia. En la Antigüedad, era la sede de un importante santuario y además el lugar donde se celebraban los Juegos Olímpicos. Se encuentra al pie del monte Cronio y en el lado derecho del río Alfeo.

## Historia
Los primeros restos arqueológicos en Olimpia son fragmentos de cerámica que pertenecen al cuarto milenio a. C., a finales del neolítico. De la Edad del Bronce se hallan restos de asentamientos, entre los que destaca una gran tumba hallada en las capas inferiores del Pelopio. Probablemente había ya en el lugar un santuario a finales del periodo micénico aunque el bosque sagrado —el Altis— comenzó a formarse entre los siglos X-IX a. C. y las primeras estatuas que representan a Zeus halladas en el lugar pertenecen al periodo geométrico.
Además de por su santuario, Olimpia fue célebre desde la Antigüedad por haber sido la sede de los Juegos Olímpicos, que se celebraban cada cuatro años y tenían una importancia comparable a los Juegos Píticos que se celebraban en Delfos.
Los primeros de los que se tiene constancia se celebraron en 776 a. C.
El santuario alcanzó también gran importancia desde la época arcaica, como lo demuestra la gran cantidad de exvotos hallados de este periodo además de la construcción del templo de Hera, el pritaneo, el buleuterio y varios tesoros.
En el periodo clásico se construyó el templo de Zeus, con su gigantesca estatua de oro y marfil de Zeus hecha por Fidias, la cual era considerada una de las Siete Maravillas del Mundo.
Cerca del templo de Zeus, excavaciones arqueológicas han encontrado el taller de Fidias, con numerosas herramientas del escultor.
Las abundantes ofrendas y obras valiosas acumuladas en el templo llevaron a que fuera saqueado varias veces en la Antigüedad.
Desde 342 a. C., fue protectorado de Alejandro Magno, que usó Olimpia para anunciar su Rescripto sobre los desterrados (del año 324 a. C.).

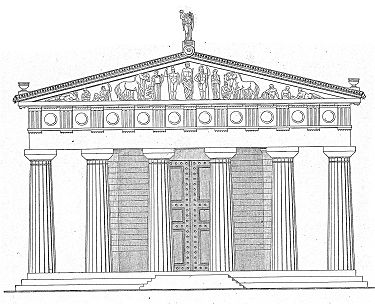
Reconstrucción de una de las fachadas del templo de Zeus en Olimpia.

Durante la dominación romana, Olimpia se enriqueció, especialmente el perímetro sagrado, el Altis, donde Nerón mandó construir un palacio.
Tras la muerte de Adriano la ciudad entró en decadencia y los últimos juegos se celebraron en 393.
Las invasiones bárbaras asolaron el santuario. Poco después surgió una pequeña aldea mientras que el taller de Fidias se convirtió en una basílica paleocristiana. Sin embargo, dos terremotos acaecidos en 522 y 551 causaron la destrucción y el abandono del lugar, que fue cubierto por los aluviones de los ríos Alfeo y Cládeo y deslizamientos de tierra del monte Cronio.
Las excavaciones comenzaron con una expedición francesa en 1829, continuada por alemanes a partir de 1875, quienes descubrieron intacta la estatua de Hermes con el niño Dioniso (obra del escultor Praxíteles) además de otros artefactos.
A mediados del siglo XX, el estadio fue desenterrado.
La llama olímpica de los actuales Juegos Olímpicos se enciende en el estadio de esta ciudad mediante el reflejo de la luz solar en un espejo parabólico, tras lo cual se transporta en una antorcha al lugar que acoge los juegos (normalmente dando un gran rodeo pasando por las principales ciudades de todo el mundo).
En 1989, el sitio arqueológico de Olimpia fue declarado Patrimonio de la Humanidad por la Unesco.
En los Juegos Olímpicos de 2004, celebrados en Atenas, las pruebas de lanzamiento de peso se celebraron en el estadio de Olimpia.

## Arte

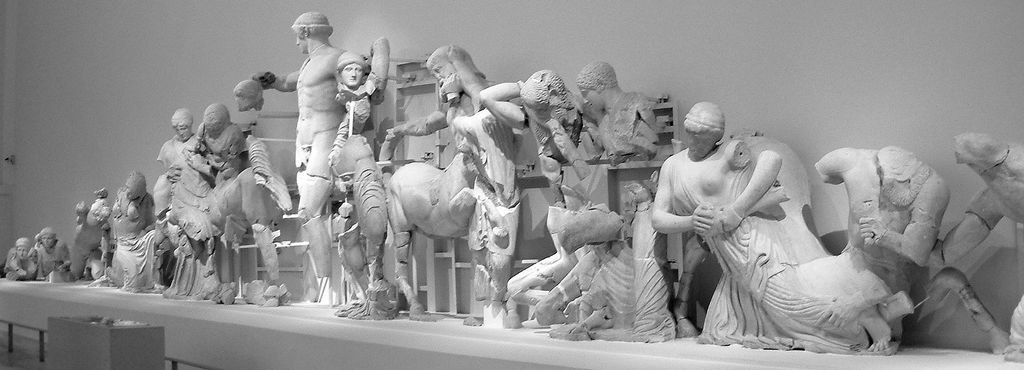
Olimpia, frontón completo.

El Hereo se construyó en 600 a. C. sobre dos templos anteriores, y es el templo griego de grandes dimensiones más antiguo que se conoce (50 × 19,60 m). Entre el Hereo y el estadio las polis griegas construyeron capillas (en griego tesoros).
- El Templo de Zeus es del año 460 a. C. Su arquitecto fue Libón de Élide. Posee bellos frontones y metopas.
- La Estatua de Zeus, obra de Fidias, desapareció pero se conoce cómo era por las monedas y descripciones de cronistas de la época.
- La Victoria de Peonio (421 a. C.) es una de las estatuas clásicas más bellas. El pedestal se encuentra todavía dentro del Altis, en el lugar de su primitivo emplazamiento, mientras la estatua se conserva, incompleta, en el Museo Arqueológico de Olimpia.[3]
- El Filipeion, o Filipeo, contenía las estatuas de los príncipes y princesas del Reino de Macedonia.
- Hay varias estatuas de emperadores que datan de la época romana.
- Alrededor del Altis se puede encontrar un gimnasio, una palestra, la Gran Hostelería de Leonideo (para visitantes distinguidos), el pritaneo y el buleuterio.
- El hipódromo ha desaparecido por completo, pero parte del estadio subsiste.

### Edificios de Olimpia

Plano de Olimpia (el ancho completo del plano representa 625 m). Los colores de los edificios representan distintos periodos: periodo arcaico, periodo clásico, periodo helenístico y periodo romano.

Los siguientes edificios están representados en el plano de Olimpia (figura de la derecha):
- 1: Propileo noreste
- 2: Pritaneo
- 3: Filipeo
- 4: Hereo
- 5: Pelopio
- 6: Ninfeo de Herodes Ático
- 7: Metroo
- 8: Zanes
- 9: Cripta (sendero con arcos, hacia el estadio).
- 10: Estadio
- 11: Pórtico del Eco
- 12: Edificio de Ptolomeo II y Arsinoe
- 13: Estoa de Hestia
- 14: Edificio helenístico
- 15: Templo de Zeus
- 16: Altar de Zeus
- 17: Exvoto de los aqueos
- 18: Exvoto de Micito
- 19: Niké de Peonio
- 20: Gimnasio
- 21: Palestra
- 22: Teecoleón
- 23: Heroon
- 24: Taller de Fidias (descubierto en excavaciones arqueológicas) y basílica paleocristiana
- 25: Baños del Cládeo
- 26: Baños griegos
- 27: Hostal
- 28: Hostal
- 29: Leonideo
- 30: Baños del sur
- 31: Buleuterio
- 32: Estoa Sur
- 33: Villa de Nerón